# Лендер, Джей
Джей Лендер (англ. Jay Lender) — американский иллюстратор, аниматор, сценарист и режиссёр. Более известен по работе над мультсериалами «Финес и Ферб», «Губка Боб Квадратные Штаны» и «Эй, Арнольд!», является режиссёром фильма «Они наблюдают».

## Биография и карьера
Джей Лендер родился 14 июня 1969 года в городе Нью-Хейвен, в семье предпринимателя и владельца пекарни «Lender's Bagels», Мюррея Лендера (1930—2012). Обучался в Род-Айлендской школе дизайна и Калифорнийском институте искусств.
Лендер начал свою карьеру в 25 лет, в 1994 году с фильма «Повелитель страниц», где работал дополнительным аниматором. После Лендер устроился на работу в «Nickelodeon Animation Studio», в мультсериал «Эй, Арнольд!» в качестве сценариста и художника раскадровки Тем не менее, в начале 4 сезона Лендер покинул проект и присоединился к мультсериалу Стивена Хилленберга, «Губка Боб Квадратные Штаны», в котором проработал в первых трёх сезонах. После ухода с Nickelodeon Лендер начал работу над сценарием видеоигр и над мультсериалом «Финес и Ферб» Дэна Повенмайра, с которым уже совместно работал в «Арнольде» и «Губке Бобе». Также Джей совместно с Микой Райтом срежиссировал фильм «Они наблюдают», а также написал графический роман «Duster».

## Фильмография

### Телевидение
| Годы      | Название                   | Примечания                                          |
| --------- | -------------------------- | --------------------------------------------------- |
| 1996      | C Bear and Jamal           | Художник раскадровки                                |
| 1996—1999 | Эй, Арнольд!               | Сценарист Художник раскадровки Оформитель           |
| 1999      | Histeria!                  | Проп-дизайнер                                       |
| 1999—2003 | Ох уж, эти детки           | Дополнительный раскадровщик                         |
| 1999—2004 | Губка Боб Квадратные Штаны | Сценарист Художник раскадровки Автор песен          |
| 2000      | Крутые бобры               | Художник раскадровки                                |
| 2005      | Лагерь Лазло               | Сценарист                                           |
| 2008—2012 | Финес и Ферб               | Режиссёр Сценарист Художник раскадровки Автор песен |
| 2017—2018 | The Nine Lives of Claw     | Режиссёр Сценарист Художник раскадровки             |

### Фильмы
| Годы | Название           | Примечания                                                  |
| ---- | ------------------ | ----------------------------------------------------------- |
| 1994 | Повелитель страниц | Дополнительный аниматор                                     |
| 1997 | Loose Tooth        | Дизайнер Планировщик сцен                                   |
| 2001 | Paper Clips        | Креативный консультант                                      |
| 2003 | Фантастические дни | Сценарист                                                   |
| 2011 | Part Time Fabulous | Ассистент продюсера                                         |
| 2016 | Они наблюдают      | Режиссёр Сценарист Ассистент продюсера Художник раскадровки |

### Видеоигры
| Годы | Название                                        | Примечания |
| ---- | ----------------------------------------------- | ---------- |
| 2003 | Looney Tunes: Back in Action                    | Сценарист  |
| 2004 | Shadow Ops: Red Mercury                         | Сценарист  |
| 2004 | The Dukes of Hazzard: Return of the General Lee | Сценарист  |
| 2005 | Charlie and the Chocolate Factory               | Сценарист  |
| 2006 | The Sopranos: Road to Respect                   | Сценарист  |
| 2008 | Destroy All Humans: Big Willy Unleashed         | Сценарист  |
| 2008 | Robocalypse                                     | Сценарист  |
| 2008 | Destroy All Humans: Path of the Furon           | Сценарист  |